# Енгида (приток Подкаменной Тунгуски)
Енгида — река в Эвенкийском районе Красноярского края России, левый приток Подкаменной Тунгуски. Длина реки — 169 км. Площадь водосборного бассейна — 2530 км².
Река берёт начало на севере Заангарского плато, на высоте более 400 м над уровнем моря. Почти на всём своём протяжении течёт на север или северо-запад по холмистой тайге с преобладанием кедра, сосны, лиственницы и ели. В среднем течении на правом берегу расположена охотничья база Енгида. Река меандрирует ближе к устью. Впадает в Подкаменную Тунгуску по левому берегу на отметке менее 101 м над уровнем моря, выше впадения реки Кондромо, в 417 км от устья Подкаменной Тунгуски. Ширина перед устьем составляет 70-75 м при глубине 0,7-0,8 м. Скорость течения в низовьях — 0,8 м/с. 

## Основные притоки
Указаны поименованные притоки длиной 30 км и более
| Название | Расстояние от устья | Длина | Положение |
| -------- | ------------------- | ----- | --------- |
| Дулкума  | 81                  | 33    | левый     |
| Хэтыкит  | 100                 | 37    | правый    |

## Данные водного реестра
По данным государственного водного реестра России и геоинформационной системы водохозяйственного районирования территории РФ, подготовленной Федеральным агентством водных ресурсов:
- Бассейновый округ — Енисейский
- Речной бассейн — Енисей
- Речной подбассейн — Подкаменная Тунгуска
- Водохозяйственный участок — Подкаменная Тунгуска от впадения Чуни до устья
- Код водного объекта — 17010500312116100048148